# Hashire! Bicycle
„Hashire! Bicycle” (jap. 走れ!Bicycle) – trzeci singel japońskiego zespołu Nogizaka46, wydany w Japonii 22 sierpnia 2012 roku przez N46Div..
Singel został wydany w czterech edycjach: regularnej (CD) i trzech CD+DVD (Type-A, Type-B, Type-C). Osiągnął 1 pozycję w rankingu Oricon i pozostał na liście przez 24 tygodnie, sprzedał się w nakładzie 245 069 egzemplarzy i zdobył status złotej płyty.

## Lista utworów
Wszystkie utwory zostały napisane przez Yasushiego Akimoto.

### Type-A
| CD | CD                                                                                   | CD                                       | CD            | CD      |
| Nr | Tytuł utworu                                                                         | Kompozycja                               | Aranżacja     | Długość |
| -- | ------------------------------------------------------------------------------------ | ---------------------------------------- | ------------- | ------- |
| 1. | „Hashire! Bicycle” (jap. 走れ! Bicycle)                                              | Shusui, Ryō Itō, Kimura Atsushi, her0ism | Atsushi Yuasa | 3:42    |
| 2. | „Sekkachi na katatsumuri” (jap. せっかちなかたつむり)                                | Katsuhiko Yamamoto                       | Atsushi Yuasa | 5:07    |
| 3. | „Namida ga mada kanashimi datta koro” (jap. 涙がまだ悲しみだった頃)                  | Tomoyuki Uchida                          | TATOO         | 4:20    |
| 4. | „Hashire! Bicycle” (jap. 走れ! Bicycle) (off vocal ver.)                             | Shusui, Ryō Itō, Kimura Atsushi, her0ism | Atsushi Yuasa | 3:42    |
| 5. | „Sekkachi na katatsumuri” (jap. せっかちなかたつむり) (off vocal ver.)               | Katsuhiko Yamamoto                       | Atsushi Yuasa | 5:07    |
| 6. | „Namida ga mada kanashimi datta koro” (jap. 涙がまだ悲しみだった頃) (off vocal ver.) | Tomoyuki Uchida                          | TATOO         | 4:20    |

| DVD | DVD                                                                                             | DVD     |
| Nr  | Tytuł utworu                                                                                    | Długość |
| --- | ----------------------------------------------------------------------------------------------- | ------- |
| 1.  | „Hashire! Bicycle -MUSIC VIDEO-” (jap. 走れ! Bicycle -MUSIC VIDEO-)                             | 4:14    |
| 2.  | „Namida ga mada kanashimi datta koro -MUSIC VIDEO-” (jap. 涙がまだ悲しみだった頃 -MUSIC VIDEO-) | 4:43    |
| 3.  | „Ikoma Rina x Katsuki Yūka” (jap. 生駒里奈×勝木友香)                                            | 7:08    |
| 4.  | „Itō Nene x Satō Yūichirō” (jap. 伊藤寧々×佐藤有一郎)                                           | 6:40    |
| 5.  | „Inoue Sayuri x Maywa Denki” (jap. 井上小百合×明和電機)                                         | 6:44    |
| 6.  | „Iwase Yumiko x Kitajima Takeki” (jap. 岩瀬佑美子×北島武樹)                                     | 6:54    |
| 7.  | „Kawago Hina x Yamada Atsuhiro” (jap. 川後陽菜×山田篤宏)                                        | 7:02    |
| 8.  | „Saitō Yuuri x Shimada Kenji” (jap. 斉藤優里×島田健司)                                          | 6:54    |
| 9.  | „Nagashima Seira x Murayama Kazuya” (jap. 永島聖羅×村山和也)                                    | 6:21    |
| 10. | „Higuchi Hina x Hiroshu” (jap. 樋口日奈×ヒロシュー)                                             | 6:00    |
| 11. | „Hoshino Minami x Kumasaka Izuru” (jap. 星野みなみ×熊坂出)                                      | 7:05    |
| 12. | „Matsumura Sayuri x Tada Takuya” (jap. 松村沙友理×多田卓也)                                     | 6:24    |
| 13. | „Wakatsuki Yumi x Aoyama Yūki” (jap. 若月佑美×青山裕企)                                         | 7:07    |

### Type-B
| CD | CD                                                                      | CD                                       | CD            | CD      |
| Nr | Tytuł utworu                                                            | Kompozycja                               | Aranżacja     | Długość |
| -- | ----------------------------------------------------------------------- | ---------------------------------------- | ------------- | ------- |
| 1. | „Hashire! Bicycle” (jap. 走れ! Bicycle)                                 | Shusui, Ryō Itō, Kimura Atsushi, her0ism | Atsushi Yuasa | 3:42    |
| 2. | „Sekkachi na katatsumuri” (jap. せっかちなかたつむり)                   | Katsuhiko Yamamoto                       | Atsushi Yuasa | 5:07    |
| 3. | „Hito wa naze hashiru no ka?” (jap. 人はなぜ走るのか?)                  | Takeshi Kitamura, Yōichi Tanoue          | Yōichi Tanoue | 5:05    |
| 4. | „Hashire! Bicycle” (jap. 走れ! Bicycle) (off vocal ver.)                | Shusui, Ryō Itō, Kimura Atsushi, her0ism | Atsushi Yuasa | 3:42    |
| 5. | „Sekkachi na katatsumuri” (jap. せっかちなかたつむり) (off vocal ver.)  | Katsuhiko Yamamoto                       | Atsushi Yuasa | 5:07    |
| 6. | „Hito wa naze hashiru no ka?” (jap. 人はなぜ走るのか?) (off vocal ver.) | Takeshi Kitamura, Yōichi Tanoue          | Yōichi Tanoue | 5:05    |

| DVD | DVD                                                                                | DVD     |
| Nr  | Tytuł utworu                                                                       | Długość |
| --- | ---------------------------------------------------------------------------------- | ------- |
| 1.  | „Hashire! Bicycle -MUSIC VIDEO-” (jap. 走れ! Bicycle -MUSIC VIDEO-)                | 4:14    |
| 2.  | „Hito wa naze hashiru no ka? -MUSIC VIDEO-” (jap. 人はなぜ走るのか? -MUSIC VIDEO-) | 5:18    |
| 3.  | „Andō Mikumo x Nakayashiki Norihito” (jap. 安藤美雲×中屋敷法仁)                    | 6:39    |
| 4.  | „Ichiki Rena x Hirano Keiichirō” (jap. 市來玲奈×平野啓一郎)                        | 6:55    |
| 5.  | „Kashiwa Yukina x Inoue Asao” (jap. 柏幸奈×井上朝夫)                               | 6:02    |
| 6.  | „Saitō Asuka x Hiroike Kenji” (jap. 齋藤飛鳥×廣池健二)                             | 6:51    |
| 7.  | „Takayama Kazumi x Morita Ryō” (jap. 高山一実×森田亮)                              | 7:03    |
| 8.  | „Nishino Nanase x Nakamura Taikō” (jap. 西野七瀬×中村太洸)                         | 4:55    |
| 9.  | „Hashimoto Nanami x Kaneko Shigeki” (jap. 橋本奈々未×金子茂樹)                     | 6:28    |
| 10. | „Hatanaka Seira x Mizuochi Yutaka” (jap. 畠中清羅×水落豊)                          | 7:05    |
| 11. | „Fukagawa Mai x JA Kitasorachi” (jap. 深川麻衣×JAきたそらち)                       | 6:44    |
| 12. | „Yamato Rina x Mizumoto Taishi” (jap. 大和里菜×水元泰嗣)                           | 7:03    |
| 13. | „Wada Maaya x Inoue Sayuki” (jap. 和田まあや×井上佐由紀)                           | 4:18    |

### Type-C
| CD | CD                                                                     | CD                                       | CD               | CD      |
| Nr | Tytuł utworu                                                           | Kompozycja                               | Aranżacja        | Długość |
| -- | ---------------------------------------------------------------------- | ---------------------------------------- | ---------------- | ------- |
| 1. | „Hashire! Bicycle” (jap. 走れ! Bicycle)                                | Shusui, Ryō Itō, Kimura Atsushi, her0ism | Atsushi Yuasa    | 3:42    |
| 2. | „Sekkachi na katatsumuri” (jap. せっかちなかたつむり)                  | Katsuhiko Yamamoto                       | Atsushi Yuasa    | 5:07    |
| 3. | „Oto ga denai Guitar” (jap. 音が出ないギター)                          | Jam9, ArmySlick                          | Satori Shiraishi | 3:58    |
| 4. | „Hashire! Bicycle” (jap. 走れ! Bicycle) (off vocal ver.)               | Shusui, Ryō Itō, Kimura Atsushi, her0ism | Atsushi Yuasa    | 3:42    |
| 5. | „Sekkachi na katatsumuri” (jap. せっかちなかたつむり) (off vocal ver.) | Katsuhiko Yamamoto                       | Atsushi Yuasa    | 5:07    |
| 6. | „Oto ga denai Guitar” (jap. 音が出ないギター) (off vocal ver.)         | Jam9, ArmySlick                          | Satori Shiraishi | 3:58    |

| DVD | DVD                                                                       | DVD     |
| Nr  | Tytuł utworu                                                              | Długość |
| --- | ------------------------------------------------------------------------- | ------- |
| 1.  | „Hashire! Bicycle -MUSIC VIDEO-” (jap. 走れ! Bicycle -MUSIC VIDEO-)       | 4:14    |
| 2.  | „Oto ga denai Guitar -MUSIC VIDEO-” (jap. 音が出ないギター -MUSIC VIDEO-) | 5:02    |
| 3.  | „Ikuta Erika x Takahashi Eiki” (jap. 生田絵梨花×高橋栄樹)                 | 7:06    |
| 4.  | „Itō Marika x Maruyama Takeshi” (jap. 伊藤万理華×丸山健志)                | 5:45    |
| 5.  | „Etō Misa x Kugimiya Ban” (jap. 衛藤美彩×釘宮磐)                          | 6:16    |
| 6.  | „Kawamura Mahiro x Yamada Tomokazu” (jap. 川村真洋×山田智和)              | 4:36    |
| 7.  | „Saitō Chiharu x Ikeda Keita” (jap. 斎藤ちはる×池田圭太)                  | 4:57    |
| 8.  | „Sakurai Reika x AKIRA OKIMURA” (jap. 桜井玲香×AKIRA OKIMURA)             | 4:32    |
| 9.  | „Shiraishi Mai x Uchimura Hiroyuki” (jap. 白石麻衣×内村宏幸)              | 7:04    |
| 10. | „Nakada Kana x Fukui Hideaki” (jap. 中田花奈×福居英晃)                    | 6:57    |
| 11. | „Nakamoto Himeka x Dankan” (jap. 中元日芽香×ダンカン)                     | 5:42    |
| 12. | „Nōjo Ami x Wada Ritsu” (jap. 能條愛未×和田率)                            | 7:04    |
| 13. | „Miyazawa Seira x KIMIKA ONAI” (jap. 宮澤成良×KIMIKA ONAI)                | 4:07    |

### Edycja regularna
| CD | CD                                                                     | CD                                       | CD            | CD      |
| Nr | Tytuł utworu                                                           | Kompozycja                               | Aranżacja     | Długość |
| -- | ---------------------------------------------------------------------- | ---------------------------------------- | ------------- | ------- |
| 1. | „Hashire! Bicycle” (jap. 走れ! Bicycle)                                | Shusui, Ryō Itō, Kimura Atsushi, her0ism | Atsushi Yuasa | 3:42    |
| 2. | „Sekkachi na katatsumuri” (jap. せっかちなかたつむり)                  | Katsuhiko Yamamoto                       | Atsushi Yuasa | 5:07    |
| 3. | „Kairyū no shima yo” (jap. 海流の島よ)                                 | Akira Sunset                             | Seiichi Kyōda | 4:02    |
| 4. | „Hashire! Bicycle” (jap. 走れ! Bicycle) (off vocal ver.)               | Shusui, Ryō Itō, Kimura Atsushi, her0ism | Atsushi Yuasa | 3:42    |
| 5. | „Sekkachi na katatsumuri” (jap. せっかちなかたつむり) (off vocal ver.) | Katsuhiko Yamamoto                       | Atsushi Yuasa | 5:07    |
| 6. | „Kairyū no shima yo” (jap. 海流の島よ) (off vocal ver.)                | Akira Sunset                             | Seiichi Kyōda | 4:02    |

## Skład zespołu
| „Hashire! Bicycle” |
| --- |
| - 1. gen.: Erika Ikuta, Rina Ikoma (środek), Rena Ichiki, Marika Itō, Sayuri Inoue, Yūri Saitō, Reika Sakurai, Mai Shiraishi, Kazumi Takayama, Kana Nakada, Nanase Nishino, Nanami Hashimoto, Mai Fukagawa, Minami Hoshino, Sayuri Matsumura, Yumi Wakatsuki |

| „Sekkachi na katatsumuri” |
| --- |
| - 1. gen.: Mai Shiraishi, Kazumi Takayama, Kana Nakada, Nanase Nishino, Nanami Hashimoto, Mai Fukagawa, Sayuri Matsumura (środek) |

| „Namida ga mada kanashimi datta koro” |
| --- |
| - 1. gen.: Mikumo Andō, Nene Itō, Yumiko Iwase, Misa Etō, Yukina Kashiwa, Hina Kawago, Mahiro Kawamura, Asuka Saitō, Chiharu Saitō, Seira Nagashima, Himeka Nakamoto, Ami Nōjo, Seira Hatanaka, Hina Higuchi, Seira Miyazawa, Rina Yamato, Maaya Wada |

| „Hito wa naze hashiru no ka?” |
| --- |
| - 1. gen.: Erika Ikuta, Rina Ikoma (środek), Rena Ichiki, Marika Itō, Sayuri Inoue, Yukina Kashiwa, Chiharu Saitō, Yūri Saitō, Reika Sakurai, Mai Shiraishi, Kazumi Takayama, Seira Nagashima, Kana Nakada, Nanase Nishino, Mai Fukagawa, Minami Hoshino, Seira Miyazawa, Sayuri Matsumura, Rina Yamato, Yumi Wakatsuki |

| „Oto ga denai Guitar” |
| --- |
| - 1. gen.: Erika Ikuta, Rina Ikoma (środek), Rena Ichiki, Nene Itō, Marika Itō, Sayuri Inoue, Yumiko Iwase, Misa Etō, Mahiro Kawamura, Yūri Saitō, Mai Shiraishi, Kazumi Takayama, Kana Nakada, Nanase Nishino, Ami Nōjo, Nanami Hashimoto, Mai Fukagawa, Minami Hoshino, Sayuri Matsumura, Yumi Wakatsuki |

| „Kairyū no shima yo”                                                                                                 |
| --- |
| - 1. gen.: Mikumo Andō, Hina Kawago, Asuka Saitō (środek), Himeka Nakamoto, Seira Hatanaka, Hina Higuchi, Maaya Wada |

## Notowania
| Lista                             | Pozycja |
| --------------------------------- | ------- |
| Oricon Weekly Singles Chart       | 1       |
| Oricon Yearly Singles Chart       | 26      |
| Billboard Japan Hot 100           | 1       |
| Billboard Japan Hot Singles Sales | 1       |